# الأضواء (جريدة)
جريدة الاضواء، وهي أول جريدة صدرت في جدة في العهد السعودي، وقد أصدرها الأساتذة محمد سعيد باعشن، وعبد الفتاح أبو مدين، و«محمد أمين يحيى».

## بدايات الصحيفة
ساعد الأساتذة الثلاث في إصدار الجريدة وتحريرها الأستاذ «عبد العزيز عطية أبو خيال»، وبعد سنة من إصدار الجريدة أصبح صاحبها محمد سعيد باعشن، وعبد الفتاح أبو مدين، ورئيس التحرير محمد سعيد باعشن، ومدير الإدارة عبد الفتاح أبو مدين، وقد كتب رئيس التحرير كلمتين عن الأشخاص الذين فكروا في إصدار في إصدار الجريدة، والصعاب التي واجهتها الجريدة، وكتب الكلمة الأولى في العدد الثاني من الاضواء الصادر بتاريخ 3 ذو القعدة من عام 1376 هـ، وكتب الكلمة الثانية في العدد 51-25، والذي أؤرخ في 9 ذو القعدة من عام 1377 هـ العدد الذي أُفتتح به السنة الثانية للجريدة؛ وفي العدد الثاني المؤرخ في 13 ذو القعدة من عام 1376 هـ قال رئيس التحرير عن الذين فكروا في إنشاء الجريدة: «... لقد فكروا عبد الفتاح أبو مدين ومحمد أمين يحيى وأنا في إصدار الجريدة، ورفعنا إلى المقامات العليا نطلب منحنا امتياز إصدار الجريدة، ومضى وقت لم نكن نحلم أن الله سيحقق لنا هذه الأمنية، وصدر الأمر بمنحنا الامتياز، وفوجئنا وسقط في ايدينا، ونحن لم نعمل شيئاً بعد ولم نكتب حرفاً، ولم نتفق على الطباعة، ولم نؤسس مكتباً ولكن تعاهدنا على أن نضحي بكل شبء وأن نبذل انفسنا وما نملك حتى نحقق فكرتنا...»، وقد صدر العدد الأول من الاضواء يوم الثلاثاء في 6 من شهر ذو القعدة من عام 1376هـ/ 4 يوليو 1957، وكانت تصدر يوم الثلاثاء من كل أسبوع في 8 صفحات متخذةً المقاس المتوسط 42×30 باستثناء بعض المناسبات التي كانت تصدر في صفحات أكثر، وفي سنتها الثانية كانت تصدر بعض الأعداد في 12 و 16 صفحة، وكان يُغطى لتلك الأعداد رقماً مزدوجاً مثل 51-52-54-55.

## احتجاب الجريدة
أُحتجبت الاضواء عن القراء بعد العدد 72 المؤرخ في 13 ربيع الأول سنة 1378 هـ، وصدر العدد 73-74 في 15 من شهر ربيع الثاني في عام 1378هـ، وقد أشارت الجريدة عن احتجابها في العدد 73-74 تحت عنوان:
«شكر واعتذار-لظروف طارئة توقفت هذه الجريدة عن الصدور أسبوعين، وتعود اليوم للظهور من جديد شاكرة لقرائها احتفاءهم بها ومسألتهم عنها»، وقد استمرت الاضواء في الصدور سنة وستة أشهر، وقد صدر من خلالها 87 عدداً، وأخر عدد صدر العدد المؤرخ في 25 جمادى الآخرة من عام 1378 هـ / 6 يناير في 1959، وكانت تُطبع الجريدة في مؤسسة الطباعة والنشر بجدة.